# Roskilde Amt (før 1808)
 For alternative betydninger, se Roskilde Amt (flertydig). (Se også artikler, som begynder med Roskilde Amt)
Roskilde Amt var et dansk amt, der bestod af Voldborg Herred, Sømme Herred, Ramsø Herred og Tune Herred. Det erstattede det hidtidige amt af samme navn ved amtsreformen i 1793, idet der dog ikke skete større ændringer ved den lejlighed. I 1808 blev det lagt under Københavns Amt. I 1842 blev de to gamle amter delvist adskilt igen som to amtskredse med hver deres amtsråd men med fælles amtsmand. Ved Kommunalreformen i 1970 blev de skilt helt ad som henholdsvis Københavns Amt og Roskilde Amt.

## Amtmænd
- 1793 – 1796: Werner Jasper Andreas greve Moltke (sad siden 1787)
- 1796 – 1799: Johan Heinrich greve Knuth
- 1800 – 1808: Michael Treschow (afskediget ved amtets forening med Københavns Amt)